# Veltins-Arena
La Veltins-Arena è uno stadio calcistico di Gelsenkirchen, in Germania, della capienza di 61 481 spettatori. Inaugurato nel 2001, ospita le partite casalinghe dello Schalke 04, che in precedenza giocava nel Parkstadion.
Nato con il nome di Arena Auf Schalke, dal 1º luglio 2005 ha assunto l'attuale denominazione in seguito alla stipula di un contratto di sponsorizzazione con l'omonima azienda. È uno degli stadi più moderni del mondo ed è stato costruito in previsione del campionato del mondo del 2006.
Ha ospitato la finale della UEFA Champions League nel 2003-2004, mentre nel 2010, in occasione della partita inaugurale del campionato mondiale di hockey su ghiaccio maschile, l'intero stadio è stato riadattato a palazzetto del ghiaccio con una capienza record pari a 77 803 spettatori, sedicimila posti in più rispetto a quella per gli incontri di calcio.

## Storia
Programmi per la costruzione di un nuovo stadio videro la luce alla fine degli anni '90, dal momento che il Parkstadion si presentava come una struttura ormai non al passo con i tempi e le esigenze della locale squadra di calcio, lo Schalke 04, specie dopo la vittoria della Coppa UEFA 1996-1997 e l'avvicinarsi del centenario della fondazione del club, previsto nel 2004. Nel 1998 fu stipulato un contratto con l'impresa edile HBM per la costruzione di un nuovo impianto.
Il sito scelto per il nuovo impianto fu individuato nelle immediate adiacenze del luogo del Parkstadion. Si trattava di un terreno di proprietà del club noto come campo Berger, sotto al quale, a una profondità di 800 metri, sorgevano due miniere di carbone, la cui presenza avrebbe potuto compromettere l'integrità strutturale di un eventuale impianto situato al di sopra. Per evitare potenziali pericoli, si scelse di disporre lo stadio non nel classico orientamento nord-sud, ma nord est-sud es, in modo da rendere lo stadio parallelo alla direzione di sviluppo delle miniere.

## Incontri internazionali

### Campionato mondiale di calcio 2006
Durante il campionato del mondo del 2006 nella Veltins-Arena si sono disputati cinque incontri:
- Polonia -  Ecuador 0-2 (fase a gironi - gruppo A) il 9 giugno
- Stati Uniti -  Rep. Ceca 0-3 (fase a gironi - gruppo E) il 12 giugno
- Argentina -  Serbia e Montenegro 6-0 (fase a gironi - gruppo C) il 16 giugno
- Portogallo -  Messico 2-1 (fase a gironi - gruppo D) il 21 giugno
- Inghilterra -  Portogallo 0-0 1-3 d.c.r (quarti di finale) il 1º luglio

### Campionato europeo di calcio 2024
Durante il campionato europeo di calcio 2024 nella Veltins-Arena si sono disputati quattro incontri:
- Serbia -  Inghilterra 0-1 (fase a gironi - gruppo C) il 16 giugno
- Spagna -  Italia 1-0 (fase a gironi - gruppo B) il 20 giugno
- Georgia -  Portogallo 2-0 (fase a gironi - gruppo F) il 26 giugno
- Inghilterra -  Slovacchia 2-1 d.t.s. (ottavi di finale) il 30 giugno

### Finale UEFA Champions League
La Veltins-Arena ha ospitato la finale della UEFA Champions League 2003-2004:
 Porto 3-0  Monaco (26 maggio 2004)